# Georg Böhler
Georg Böhler (* 4. April 1887 in Altenstadt (heute Fraktion der Stadt Feldkirch); † 20. Februar 1979 ebenda) war ein österreichischer Politiker (CS, VF). Böhler war von 1931 bis 1934 Abgeordneter zum österreichischen Nationalrat und von 1934 bis 1938 Mitglied der Vorarlberger Landesregierung.

## Ausbildung und Beruf
Georg Böhler wurde am 4. April 1887 in der Gemeinde Altenstadt, die heute Ortsteil der Stadt Feldkirch ist, als Sohn des Eisenbahnbediensteten Johann Georg Böhler und seiner Frau Sofia Theresia geboren. von 1893 bis 1901 besuchte er in Altenstadt die Volksschule, anschließend begann er eine Lehre als Schlosser bei der k.k. Staatsbahnenwerkstätte am Bahnhof Feldkirch. Während seiner dreijährigen Lehrzeit besuchte er zwei Jahre lang die gewerbliche Fortbildungsschule in Feldkirch. Anschließend an seine Ausbildung wurde Böhler beruflich als Maschinenschlossergehilfe in der Staatsbahnenwerkstätte tätig. Von 1908 bis 1911 leistete er allerdings Militärdienst beim II. Regiment der Tiroler Kaiserjäger in Bozen. 1911 bis 1917 war er wiederum in der Bahnwerkstätte angestellt, ehe er zum Kriegsdienst einberufen wurde. Im Jahr 1917 wurde er Leiter der Wirtschaftstelle Altenstadt, allerdings trat er 1922 wieder in den Dienst der Staatsbahnen ein. Hier war er zunächst wieder als Schlosser tätig, legte aber am 24. Oktober 1922 die Unterbeamtenprüfung ab und wurde in den Kanzleidienst versetzt. Im Kanzleidienst war er zunächst Rechnungsbeamter, Kassier und Gruppenführer im Rechnungswesen und Materialdienst.

## Politischer Werdegang
Bereits ab dem Jahr 1919 engagierte sich Georg Böhler politisch als Mitglied der Gemeindevertretung von Altenstadt. Dies blieb er bis zum Jahr 1925 für die Christlichsoziale Partei. Am 16. Februar 1931 erfolgte der berufliche Aufstieg in Form einer Beförderung zum Bundesbahnrediventen, noch im selben Jahr am 2. Dezember zog Böhler erstmals in Nachfolge von Karl Drexel als Abgeordneter in den Nationalrat ein. Zwar schied er aus diesem nach einer Legislaturperiode am 2. Mai 1934 wieder aus, wurde aber im selben Jahr am 5. März als Landesrat in die ständestaatliche Vorarlberger Landesregierung unter Landeshauptmann Ernst Winsauer gewählt. Seine Ressorts als Landesrat waren das Gesundheits- und Sanitätswesen sowie die Wohnbauförderung. Von 1937 bis 1938 war er zudem Referent für Arbeiter- und Angestelltenfragen in der Landesleitung der Vaterländischen Front.